# Alonso Riquelme de Guzmán
Alonso Riquelme de Guzmán y Ponce de León (Jerez de la Frontera, España, c, 1523 - Ciudad Real del Guayrá, c, 1576) fue un explorador, colonizador y conquistador español durante el siglo XVI en la zona del Río de la Plata y del Paraguay, Capitán, Alguacil Mayor y Alcaide de la Asunción, teniente de Gobernador y Justicia Mayor de Guayrá y Gobernador de Ciudad Real del Guayrá.

## Orígenes y familia
Hijo de Ruy Díaz de Guzmán II y Riquelme (1480-1562), caballero veinticuatro de jerez de la frontera y de Violante Ponce de León y Vera Zurita (1490-1521), nieto por vía paterna de Alonso Riquelme y de Brianda de Guzmán, hija natural de la Casa de Medina Sidonia, cuyo origen proviene de la Casa de Guzmán, nieto por vía materna de Eutropio Ponce de León (1460-1526), comendador de Almendralejo en la Orden de Santiago y Caballero XXIV de Jerez de la Frontera y de Catalina de Vera y Zurita, bisnieto por vía materna de Juan Ponce de León y Ayala II conde de Arcos de la Casa de Ponce de León, I marqués de Cádiz y VI señor de Marchena y de Catalina González de Oviedo y de Pedro de Vera, apodado “El Bermejo”, por su color de piel, comendador de Almendralejo en la Orden de Santiago, 24 de Jerez de la frontera, mensajero a Corte y Alcaide de Estepa (no debe ser confundido con Pedro de Vera, apodado "El Izquierdo") y de Juana de Zurita, perteneciente a una de las familias de la nobleza jerezana.
Su padre lo declaró hijo suyo y de su mujer el 13 de agosto de 1528, en una escritura de poder general a favor de Juan de Xerez, procurador de Sevilla, a fin de que éste lo representara en ciertos pleitos motivados por la herencia de su madre, fallecida unos años antes.
Tuvo un hermano llamado Eutropo o Estropo Ponce de León (1521-1528), que falleció con 7 años de edad.
Cuando su madre murió en 1521, probablemente durante el parto de un hermano, su padre se casó en segundas nupcias con la también jerezana María Cabeza de Vaca. Así, tuvo varios hermanastros y hermanastras: Francisco, Gerónimo, Hernando, Teresa y Brianda.
Tanto su madre (Zurita), pero sobre todo su madrastra (como hermana), quien lo crio, estaban emparentadas con el famoso conquistador Alvar Núñez Cabeza de Vaca (1490-1559). Por ello, en la historiografía, Cabeza de Vaca aparece como “tío” de Alonso Riquelme.

## Biografía

### Juventud
Fue paje, y más tarde secretario, de don Juan Alonso de Guzmán, VI Duque de Medina Sidonia y de su esposa Ana de Aragón, probablemente en sus posesiones gaditanas. Los duques eran sus presuntos deudos.
Con 21 años de edad, abandonó sus bienes de Jerez, entre ellos una casa que donó a su abuela Brianda de Guzmán, en junio de 1534, y se alistó en la armada de su “tío” Álvar Núñez Cabeza de Vaca, con destino a la conquista del Río de la Plata y del Paraguay.

### Viaje a la Asunción (Paraguay)
Efectivamente, a finales de 1540 partió de Cádiz hacia América, formando parte de la expedición de su tío, Alvar Núñez Cabeza de Vaca, que había sido nombrado Adelantando (Gobernador interino) del Río de la Plata, al que pertenecía la provincia del Paraguay. La expedición la formaban unos 400 hombres, además de la marinería, embarcados en dos naos y una carabela.
Después de recalar en las Islas Canarias, se dirigieron hacia Cabo Verde, donde a partir de allí, las naves se internaron en el Océano Atlántico, para arribar sin problemas en las costas del Brasil, exactamente en Cananea (Cananéia). Desde allí, bordeando las costas pasaron por San Francisco de Mbiaza (que el Adelantado llamó San Francisco de la Vera), llegando a la Isla Santa Catarina el 29 de marzo de 1541.
Cabeza de Vaca decide dividir la expedición en dos: la primera, al mando de su primo Pedro de Estopiñán y Cabeza de Vaca, se dirige por barco a la Asunción, remontando el estuario del Río de la Plata, el río Paraná y, finalmente, el río Paraguay; la segunda, donde iban el Adelantado y su sobrino Alonso Riquelme, lo hizo por tierra, con el mismo destino.
Al frente de 250 arcabuceros y ballesteros, de un selecto grupo de capitanes, jinetes con los 26 caballos supervivientes de los 46 que se cargaron en España, y acompañados por nativos Tupís-Guaraníes, comienzan un viaje que será épico, y que duró cinco meses.
Ni bien se internan en la selva, se encuentran con los pueblos guaraníes, donde el Adelantado llamó a la región como “Provincia de Vera” (más adelante Guayrá, incluyendo la Isla Santa Catarina), en honor a su linaje paterno.
En diciembre de 1541 alcanzaron el río Iguazú. Tras remontarlo encontraron la confluencia con el río Paraná, donde parece fueron los primeros europeos en observar las actuales Cataratas de Iguazú en enero de 1542, las cuales fueron bautizadas por su “tío” Cabeza de Vaca como “Saltos de Santa María”. Otras fuentes indican que Alejo García las divisó unos años antes, en 1524.
El 11 de marzo de 1542 llegan a la Asunción, siendo recibidos por un receloso Gobernador interino Domingo Martínez de Irala. Rápidamente, Alvar Núñez Cabeza de Vaca es nombrado nuevo Gobernador.
Apenas unos meses de llegar a la Asunción (20/10/1542), Cabeza de Vaca organiza dos expediciones: la primera, hacia el norte, capitaneada por Domingo Martínez de Irala, con 93 españoles y varios nativos aliados, embarcados en tres naos, una de ellas comandada por Alonso Riquelme; la segunda, por tierra, dirigida a descubrir el “camino de los Mayáes”, capitaneada por Rodrigo Gómez, Juan de Fustes, y Álvaro Chaves junto a 800 nativos.
Esta segunda expedición sufrió la deserción de los nativos guías, lo que dejó a los españoles en una situación precaria en medio de la selva. Sabido el Adelantado de ello, mandó a Domingo Martínez de Irala a que apresase y ajusticiase al cacique Aracaré, señor de la provincia paraguaya de Ipané (Ypané-Guazú), considerado responsable de la deserción, sentencia que se realizó puntualmente hacía finales de 1542.

### Batalla contra los Tabaré
La ejecución del cacique provocó el levantamiento general de las tribus del lugar, liderados por el nuevo cacique, llamado Tabaré, que organizó un ejército de más de 8000 nativos.
El Adelantado Cabeza de Vaca, tras mandar una embajada para parlamentar, cuyos emisarios fueron asesinados, manda a Alonso Riquelme formar un pequeño ejército para combatirlos y acabar con la sublevación. Con 300 españoles y más de un millar de indígenas aliados procedió a atacarlos varias veces para finalmente asediarlos en un fuerte de madera, esperando refuerzos y víveres. Sin embargo, viendo que estos no llegaban, decidió romper el asedio lanzando un ataque inesperado con dos bastidas sobre ruedas (heleópolos, o torres de asalto móviles) para salvar la empalizada que, aun los sublevados defendieron con dureza, terminaron por ceder.
La audacia militar de Alonso Riquelme, junto a las armas y técnicas avanzadas de los españoles, y los caballos, fueron decisivos en la victoria. Las crónicas hablan de 4000 sublevados muertos, y más de 3000 prisioneros.
Las consecuencias de la batalla, así como el número de bajas en los sublevados, dejó una profunda impresión en los nativos de la región: muchos pueblos se presentaron voluntariamente a Alonso Riquelme para jurar vasallaje al Rey de España.
Esta acción, junto a las intrigas políticas en que se vio envuelto su “tío” (Cabeza de Vaca), así como las de su futuro suegro Martínez de Irala, le valieron las envidias de otros conquistadores, que posteriormente le pasarían factura.

### Motín contra el Adelantado
A principios de 1543, Alonso Riquelme intentó apuñalar al Contador Real Felipe de Cáceres, quien había tenido un violento altercado con el Adelantando Cabeza de Vaca. Dicho acto fue impedido por Hernán Arias Mansilla, que se interpuso entre ambos. Parece ser que, un tiempo antes, el Adelantado lo trató mal de palabra, situación que Felipe de Cáceres no le perdonaba, por lo que terminó por enfrentarlos.
Entre 1543 y 1544, Alonso Riquelme participa en la expedición que el propio Cabeza de Vaca comandó hasta el lugar llamado Puerto de los Reyes (actual Bahía Negra), abandonándolo el 23 de marzo de 1544.
En 1544, tras una serie de expediciones (entre ellas la indicada anteriormente, así como otras de Hernando de Ribera, y Francisco de Ribera), Alvar Núñez Cabeza de Vaca sufre un motín, siendo acusado de mala administración y abuso de poder por lo partidarios de Martínez de Irala, todavía receloso de su cese como Gobernador. Cabeza de Vaca, estando enfermo en cama, es arrestado y encarcelado en varias viviendas (una de ellas las del tesorero Garci Venegas de Hoces, que sería más adelante yerno de Alonso, al casar con su hija Blanca), siendo Alonso Riquelme, Diego de Abreu, Ruy Díaz Melgarejo, el extremeño Juan Pavón y otros leales al Adelantado, acusados de alborotadores. Y cuando en la noche del 1 de mayo de 1544 ardió la vivienda de un leal a Irala (llamado Luis Ramírez), éste y los Oficiales Reales que detentaban el gobierno de “facto”, atribuyeron el acto a los “alvaristas” desalojados del poder, pues “pretendían crear un clima de espanto y liberar al Adelantado cautivo”.
A raíz de estos sucesos se inicia una investigación, donde Alonso Riquelme y los otros aparecen como sospechosos. Alonso Riquelme fue arrestado en su propia casa por los alguaciles reales (Bartolomé de la Marilla, y Sancho de Salinas) y encarcelado. Es acusado de planear, junto a los “alvaristas”, abandonar la Asunción para fundar una nueva ciudad en las costas del actual Brasil, independiente de la Gobernación del Río de la Plata y del Paraguay. Alonso Riquelme se declaró inocente y, para impedir su encarcelación, también menor de edad. Finalmente, tras cuatro meses de juicios fue puesto en libertad bajo fianza, con la condición de no ponerse en contacto con los cabecillas “alvaristas” (bajo multa de 2000 maravedíes).
Tras diez meses de cautiverio, Cabeza de Vaca es enviado a España en 1545, junto a algunos de sus leales, como su primo Pedro de Estopiñán y Cabeza de Vaca. Domingo Martínez de Irala se proclama de nuevo Gobernador (interino), continuando la represión contra los “alvaristas”.
El cabecilla de los “alvaristas”, Juan de Salazar y Espinosa, es apresado cuando estaba reunido con Alonso Riquelme y Ruy Díaz Melgarejo. Juan de Salazar es desterrado, y enviado en una nao a encontrarse con la que llevaba a Cabeza de Vaca a España, continuando juntos el viaje hacia Europa.

### Marcha de Irala y nuevo Gobernador
Martínez de Irala se marcha al Chaco Boreal y al Alto Perú en busca de su ansiado “Rey Blanco y la Sierra de la Plata” (1546), dejando al mando a su teniente de Gobernador don Francisco de Mendoza.
Un tiempo después, Alonso Riquelme, Fray Luis Miranda de Villafañe, Hernando de Ribera y otros “alvaristas” intentan convencer a Francisco de Mendoza para que abandone un nombramiento de un Gobernador que consideraban usurpador, y que probablemente había fallecido en su viaje. Una vez convencidos (noviembre 1547), ambas facciones, los “alvaristas” y los “iralistas”, se ponen de acuerdo, votan y nombran nuevo Gobernador al sevillano Diego de Abreu, quien a su vez nombra Gobernador interino a Gonzalo de Mendoza (a quien no le gustó la idea), y decapitan al anterior (Francisco de Mendoza) por traidor al intentar rectificar su abandono.

### Viaje frustrado a España
Diego de Abreu decide mandar una expedición de vuelta a España para informar de su nombramiento, y así conseguir el beneplácito del Consejo de Indias, o sea, de la Corona.
A tal efecto, Alonso Riquelme, al mando de una carabela y con los comisarios de Diego de Abreu a bordo, apoyado por la nao de Hernando de Ribera, partieron en 1548 con rumbo a España. No obstante, durante una tormenta violenta, la carabela chocó con un afloramiento rocoso que se le llamaba "banco de los castellanos" (lugar que actualmente se conoce como “Banco Inglés” en el Río de la Plata), desembarcando los náufragos en lo que hoy en día es la Bahía de Maldonado, tierra de los feroces Charrúas, de los que se defienden. Finalmente, la nao de Hernando de Ribera, varada por la tormenta, pero recuperada, los recoge y vuelven a la Asunción en 1549, donde ya se encontraba Domingo Martínez de Irala.

### Regreso de Martínez de Irala y matrimonio con su hija
Apenas llegado Martínez de Irala a la Asunción, apresó a Diego de Abreu, a Ruy Díaz Melgarejo y a otros cabecillas “alvaristas” responsables de la muerte de Francisco de Mendoza. En junio de 1549, una vez arribado a la Asunción, Alonso Riquelme liberó a los “alvaristas” presos, huyendo a un espeso monte cercano.
En 1550, Alonso se dirigió nuevamente al Río de la Plata para ayudar al pueblo, hoy en día desaparecido, de San Juan (cerca de la Isla San Gabriel, actualmente Uruguay), amenazado por los nativos que habitaban la región. Tras socorrerlos, los españoles abandonan la ciudad.
De vuelta de la expedición en 1551, Riquelme y los suyos fueron arrestados y condenados a la horca, bajo la acusación de querer derrocar a Irala.
No obstante, con la intención de calmar los ánimos e imponer la paz, Domingo Martínez de Irala le propone a Alonso Riquelme de Guzmán y a Francisco Ortiz de Vergara, casarse con dos de sus hijas, lo cual ambos aceptan. Por ello, en 1552, bajo los oficios del cura portugués Francisco de Andrada, Alonso se casa con Úrsula de Irala, hija del Gobernador y de la hija de un cacique nativo local y Francisco Ortiz de Vergara se casa como Marina de Irala. De esta forma, ambos capitanes pasaron de peligrosos opositores a leales aliados del Gobernador Irala. Los arrebatos subversivos de Riquelme de Guzmán cesan por completo.
Por otro lado, era sabida la política del mestizaje de Irala, para crearse aliados y facilitar la pacificación de los nativos guaraníes.

### Trayectoria en cargos públicos
En consecuencia, en 1553, Riquelme ocupa su primer cargo público, el de Regidor del Cabildo de la Asunción, bajo la mirada benévola de su poderoso suegro.
En 1554 participó, junto a su suegro, en varias expediciones colonizadoras en la región del Guayrá (hoy Paraná, Brasil), con la fundación de la Villa de Ontiveros, por el capitán García Rodríguez de Vergara.
En 1555 o 1556 también desempeñó como Alguacil Mayor de la provincia de Paraguay, cargo que ocuparía hasta después del fallecimiento de su suegro, el 03/10/1556, ya que Gonzalo de Mendoza, que sucedió en el mando a Irala, lo confirmó en dicho puesto el 02/11/1557.
En 1557, junto a Ruy Díaz Melgarejo, combate a los indios Agaces, nativos muy belicosos que vivían en el actual río Paraguay.
En 1558, esta vez con su concuñado Francisco Ortiz de Vergara, pacificó la comarca llamada Carayba, donde se libraron sangrientas batallas contra las tribus levantiscas.
A la muerte del Gobernador Gonzalo de Mendoza (julio de 1558), se presentó al cargo, pero nombraron a su concuñado Francisco Ortiz de Vergara.
Posteriormente, su concuñado, y ya Gobernador, lo envía a Ciudad Real del Guayrá a fin de socorrer a Ruy Díaz de Melgarejo, que estaba cercado por una multitud de indios enfurecidos y a punto de sucumbir (1561). Alonso Riquelme logró liberarlos.

### Gobernación del Guayrá
Tras esta acción, y tras la marcha del Gobernador al Perú, Alonso Riquelme es nombrado Lugarteniente General del Guayrá en sustitución de Ruy Díaz de Melgarejo, cesado por el Gobernador (1563).
En 1567, su concuñado es cesado como Gobernador, siendo nombrado como sustituto temporal al burgalés Juan de Ortega, que era su lugarteniente en la Asunción.
En 1567, cerca de Ciudad Real del Guayrá se descubrieron unas supuestas piedras preciosas. Una serie de colonizadores planearon apoderarse de ellas y huir a Brasil, por lo que se amotinaron y sublevaron contra Alonso Riquelme. Viendo el problema, el Gobernador don Juan de Ortega, procedió a cesar a Riquelme como Lugarteniente General del Guayrá, y envió a Ruy Díaz Melgarejo a pacificar el lugar y tomar el gobierno. El 7 de noviembre de 1567, Alonso Riquelme cede el Gobierno del Guayrá. Nombran como Teniente Gobernador del Guayrá, y Regidor de Ciudad Real del Guayrá, a Nicolás Colman (1567), un aventurero irlandés al servicio de España, que llegó al Paraguay con el Adelantado Pedro de Mendoza. Nicolás Colman fue uno de los instigadores del motín contra Riquelme, pero no mucho duró su cargo.
Un tiempo después (1569), el Gobernador de Asunción lo vuelve a reponer en su puesto del Guayrá, pero Ruy Díaz Melgarejo (que fue “alvarista”, y amigo de Diego de Abreu) no le perdonó haberse casado con la hija de Irala, y nunca lo reconoció como Gobernador del Guayrá. Por lo tanto, lo encarceló, apenas llegó.
Tras 14 meses de cárcel, lo trasladaron al fortín de Guaracyberá (cerca de lo que sería Villa Rica del Espíritu Santo), donde estuvo dos años más, hasta que Ruy Díaz Melgarejo fue llamado a la Asunción. Fue entonces cuando Alonso Riquelme fue liberado por los vecinos de Ciudad Real del Guayrá, reanudando su cargo como Teniente del Gobernador y Justicia Mayor, puesto que ocupó hasta su muerte.
Por todos estos hechos, Alonso Riquelme y Guzmán es considerado el colonizador del Guayrá.

### Fallecimiento
Murió probablemente en 1576 a la edad de 52 años, en la desaparecida Ciudad Real del Guayrá, que estuvo localizada en el margen sur de la confluencia entre los ríos Paraná y Piquiri.
Está enterrado en parte del actual municipio de Guairá (Paraná, Brasil, en la frontera con Paraguay), una zona que hoy en día está inundada por la polémica represa de Itaipu, cerca de donde un día estuvieron los Saltos del Guayrá (Salto de las Siete Caídas), la mayor cascada del río Paraná hasta 1982, cuando desaparecieron.

## Matrimonio y descendencia
En 1552 se casó con Úrsula de Irala-Moquiracé (1538/9-1629), una de las hijas mestizas del Gobernador Domingo Martínez de Irala y la indígena Leonor “Iboty-iyu” (en guaraní flor amarilla), hija de Mokirase (Moquiracé), cacique guaraní.
Tuvieron siete hijos, entre ellos a Ruy Díaz de Guzmán, quien fue el primer historiador mestizo del Río de la Plata y Paraguay. Entre los descendientes de Ruy Díaz de Guzmán se hallan Juana Pabla Carrillo y Francisco Solano López.
Otro fue Fray Gabriel de la Anunciación Guzmán, primer religioso franciscano mestizo de la Gobernación del Río de la Plata y del Paraguay, siendo el primer misionero mestizo de Buenos Aires.
Los otros fueron 
- Catalina. Casada con el español Jerónimo de Alanís. Con descendencia en Corrientes y Buenos Aires como los escritores, Jorge Luis Borges, Adolfo Bioy Casares y el guerrillero marxista Che Guevara.
- Brianda, Casada con el español Juan Valderas y con descendencia en Corrientes.
- Diego. Casado con Beatriz de Espínola y Luján y con descendientes en Asunción como Juan Bautista Gaona y Facundo Machaín, Presidente de Paraguay.
- Violante. Casada con el capitán español Bernabé de Contreras-Zunega y con descendencia en Brasil.
- Blanca. Casada con el capitán asunceno mestizo García Venegas de Hoces y con descendientes en Asunción como el historiador y político paraguayo Juan E O´Leary y el dictador Alfredo Stroessner, presidente de Paraguay.